# Aglaoniké
Aglaoniké (görögül: Ἀγλαονίκη, i. e. 1875 k.) Thesszáliai Aganiké néven is ismert. III. Szenuszert fáraó udvarában élt, egyesek szerint az ő lánya volt.[forrás?] Plutarkhosz és Apollóniosz Rhodiosz írásaikban a thesszáliai Hegetór lányaként említik.
Aglaoniké már meg tudta határozni a holdfogyatkozások pontos idejét. E tudásával visszaélt, mert azt állította, hogy ő parancsol a Holdnak: amikor akarja, eltünteti az égről, vagyis ő idézi elő a holdfogyatkozásokat. Az emberek egy ideig hittek neki, hatalmas boszorkánynak tartották, később azonban lebukott. Emlékét egy görög mondás őrzi: „irányítja, mint Aganiké a Holdat”.
Valószínűleg ő volt az első női csillagász az ókori Görögországban. (Sokan az első női csillagászként tartják számon, de már előtte is voltak nők, akik ezzel foglalkoztak. Az első ismert női csillagász az akkád Enheduanna.)
Aglaonikéről krátert neveztek el a Vénuszon.

## Lásd még
- Női tudósok listája

## Külső hivatkozások
- Nők a tudományban[halott link]
- Aganice (angol)